# Dècada del 1490 aC
Resum dels esdeveniments de la dècada del 1490 aC:

## Esdeveniments
- Egipte es consolida a les terres nubianes
- A partir del segle xv aC, invasió dels aqueus a l'illa de Creta contra el regne minoic de Cnossos
- Vers 1490 aC, mort de Telepinus, rei dels hitites. La successió recau en el seu gendre Alluwamnas
- Vers 1490 aC Barattarna succeeix en el tron de Mitanni a Shuttarna I

## Personatges destacats
- Telepinus, rei hitita
- Shuttarna I, rei hurrita